# It's All Over Town
It's All Over Town est un film musical britannique réalisé par Douglas Hickox et sorti en 1964. Il met en scène le chanteur Frankie Vaughan.

## Synopsis
Une aventure musicale à travers le West End de Londres, en compagnie de Lance Percival et de son ami Willie Rushton.

## Fiche technique
- Réalisateur : Douglas Hickox
- Scénario : Stewart Farrar
- Producteur : 	Jacques de Lane Lea
- Production : Delmore Film Production
- Photographie : Martin Curtis
- Montage : Maria Moruzzi
- Musique : Ivor Raymonde
- Distributeur : British Lion Film Corporation
- Durée : 60 minutes
- Date de sortie : 1964

## Distribution
- Frankie Vaughan : lui-même
- Lance Percival (en) : Richard Abel
- Willie Rushton: Fat Friend
- Acker Bilk : lui-même
- The Springfields
- The Hollies
- The Bachelors
- Cloda Rogers : elle-même
- Wayne Gibson : lui-même
- Jan and Kelly
- Ivor Cutler: Salvationist
- Ingrid Anthofer : elle-même
- April Olrich : danseur russe
- Stephen Jack : narrateur